# 서펜트의 나가
서펜트의 나가(일본어: 白蛇のナーガ, 영어: Naga the Serpent)는 간자카 하지메의 미디어 프랜차이즈 슬레이어즈에 등장하는 주인공으로, 1990년 드래곤 매거진에서 처음으로 등장했다. 영어권에서는 일본어를 그대로 번역한 백사의 나가(영어: Naga the White Serpent)로도 잘 알려져 있으며 A.D. 비전의 초창기 번역본에서는 "Nagha"라고 표기되기도 하였다. 나가라는 이름은 활동명으로, 그녀의 실제 이름은 그레이시아 울 나가 세일룬(일본어: グレイシア ウル ナーガ セイルーン, 영어: Gracia Ul Naga Saillune)이다.
나가는 작중 뛰어난 마법 실력을 가지고 있는 것으로 묘사되며 성격은 불안정하지만 끈질긴 것으로 그려진다. 나가는 슬레이어즈의 주인공인 리나 인버스에 집착하고 있다. 나가는 리나의 동료이자 여행 파트너로 묘사되는 경우도 종종 있지만, 대부분 나가가 등장하는 스토리에서 나가는 스스로를 리나의 라이벌로 자칭하고 오만하고 자기 중심적인 성격으로 인해 리나를 적으로 간주한다. 나가는 리나보다 조금 더 나이가 많으며 자신의 관능적인 몸매에 자신감을 가지고 있지만, 스토리에서 웃긴 모습을 보여주기 위한 목적으로 나가 역시 단점을 가지고 있다. 일본어 원판과 영미권에서 애니메이션 비평과와 시청자 모두 나가에 대해 호평을 했다.
일본에서는 카와무라 마리아가, 한국에서는 이용신이, 그리고 미국에서는 켈리 매니슨이 나가의 목소리를 담당했다. 슬레이어즈 에볼루션-R에서는 나마(일본어: ナーマ)라는 이름으로 등장했는데, 여기서 영어판 성우는 에바 카민스키가 목소리를 담당했다.

## 설정

### 배경
나가의 본명은 그레이시아 울 나가 세일룬이며, 이에 따라 나가는 세일룬 왕국의 왕세자 피리오넬 엘 디 세일룬의 첫째 딸이자 아멜리아 윌 테슬라 세일룬의 언니이기도 하다. 그녀에게는 살아있는 삼촌 크리스토퍼 윌 브로조 세일룬과, 죽은 삼촌 란디오네 세일룬, 그리고 죽은 사촌 알프레드 세일룬이 있다. 세일룬 왕국에서 피리오넬이 섭정 역할을 하지만, 나가의 할아버지인 엘도란 세일룬이 세일룬의 왕이다. 나가의 어머니는 악명 높은 암살자 불리에 의해 살해되었고, 당시 10대였던 나가는 왕세자비의 원래 주문인 "카오스 스트링"으로 암살자를 똑같이 죽였다. 장례식이 끝난 후, 정신적 충격을 받은 나가는 어머니의 옷장 안에서 유품으로 어머니의 옷을 발견했고, 이후 나가는 여러 마법을 배우기 위해 집을 떠났다. 나가는 여전히 고국인 세일룬 왕국과 연락을 하고 있으며 가끔 메신저를 통해 생활비를 송금받기도 한다. 이 모든 것은 슬레이어스의 창작자 칸자카 하지메와의 인터뷰에서만 공개되었지만, 하얀 뱀이 세일룬 왕국의 문장이었기 때문에 나가의 별명인 "백사"(白蛇)에서 이미 이에 대한 암시가 있었다.

### 겉모습 및 성격
소설들에서 나가는 뛰어난 외모, 긴 머리(흑청색, 보라색, 또는 까마귀색), 지적인 푸른 눈을 가진 18세 또는 19세의 매우 아름다운 젊은 여성으로 묘사된다. 키가 크고, 가슴이 풍만하며, 자신의 성적 매력을 과시하는 나가는 몸매가 빈약하고 자신감이 없는 리나와 대조점을 이룬다. 위협적이고 노출이 심한 검은 가죽 옷을 선호하는 등 육체적으로 위협하는 것을 자랑으로 여기지만 어머니의 유품이라는 이유뿐만 아니라 나가 스스로가 즐겨 입는다는 이유도 있다. 나가가 가지고 다니는 큰 마법의 검은 순전히 보여주기로, 어머니의 살해를 목격한 후 나가가 혈액공포증이 생겨 검으로는 방어적으로 차단과 받아넘기기에만 사용될 수 있고 실제로 나가는 피를 보면 기절한다. 자신이 리나의 "가장 위대하고 강력하며 최후의 라이벌"이라고 믿는 나가는 실망스럽게도 리나에게 무시당하며 리나는 자신을 따라다니는 나가의 짜증나는 버릇을 금붕어의 미행에 비유하는 것을 좋아한다.
나가는 리나보다 훨씬 우아하고 터무니없이 큰 호탕한 귀족 여인(お嬢様)의 웃음소리를 가졌는데, 작가 칸자카는 나가의 어머니의 웃음소리와 비슷하다고 말했다. 나가의 부풀려진 자아, 무심함과 허영심, 좋은 음식에 대한 식욕, 돈과 마법의 보물에 대한 상당한 욕심, 폭음과 과음, 그리고 종종 보이는 상식의 결여와 함께 과신 등으로 동료 리나는 나가와 다닐 때 자주 문제에 빠지게 된다.

### 능력
실수가 잦고 결점이 많지만 나가는 리나와 맞서 싸울 수 있는 몇 안 되는 마도사로, 작중에 등장하는 나가가 직접 고안한 기술에는 프리즈 레인, 브 레이워, 가이 라 도가, 그 루 도가, 큐큠 스핀이 있다. 나가는 궁극적인 마법을 알며 이를 사용할 수 있고, 강력한 플로우 브레이크 주문을 통한 강령술로 소환된 괴물들을 백의 마법 주문(라 틸트와 부활)으로 막을 수 있으며, 리나의 사용법만 관찰하면 공중부양을 배울 수 있다. 간자카에 따르면 나가와 리나는 슬레이어즈의 세계관에서 마법을 사용하는 인간 중 가장 강력한 자이며 나가는 더 큰 잠재적 마법 능력을 가지고 있는 반면 리나는 궁극적인 검은 마법 주문을 알고 있다고 한다. 나가는 해파리를 소환하는 제라스 고트라는 마법을 쓸 수 있으며, 육탄전(펀치와 발차기)에 놀라울 정도로 숙련되어 있으며, 예술적으로도 매우 재능이 있고 요리에도 능하다.

## 등장

### 소설 및 드라마 CD
칸자카 하지메는 원래 나가를 세일룬 전투(본 소설 시리즈 4권)에 출연시키려 했으나 이 아이디어를 제대로 구현하지 못해 어려움을 겪었다. 이로 인해 그는 아멜리아라는 캐릭터를 창조하게 되었다. 칸자카는 나가가 아멜리아 때문에 메인 시리즈에 출연하지 않을 것이라고 말했지만, 나가와 아멜리아는 하지만 둘은 실제로 슬레이어즈와 마술사 오펜의 크로스오버인 슬레이어즈 VS 오펜에서 만났고 거기서 가면을 쓴 나가는 아멜리아에게 정체를 숨기고 등장한다.

### 애니메이션 및 만화
나가는 슬레이어즈의 극장판 애니메이션인 슬레이어즈 퍼펙트, 슬레이어즈 리턴, 슬레이어즈 그레이트, 슬레이어즈 고저스에 모두 주인공으로 등장했으며, 슬레이어즈 스페셜과 나가가 주인공인 슬레이어즈 엑설런트에도 등장했다. 헬렌 매카시(Helen McCarthy)에 따르면, 슬레이어스 TV 시리즈가 "본질적으로 무성의 상태로 남아있는 반면, 나가를 [라이트 노벨] 이야기에 머물게 해준 것은 "TV에서의 제한이 없었던 것"이었다. 나가의 일본인 성우 카와무라 마리아는 나가의 클론 10개가 한꺼번에 웃는 모습을 담은 슬레이어즈 스페셜 에피소드 '무서운 키메라 플랜'에서 나가의 웃음을 녹음한 후 호흡 곤란을 겪었다고 말했다. 카와무라는 2015년 블루레이 발매 당시 모든 영화와 OVA에 대한 오디오 해설을 제공하기도 했다.

### 게임
나가는 슬레이어즈 PC판, 슬레이어즈 닌텐도판, 슬레이어즈 로열, 슬레이어즈 로열 2, 슬레이어즈 원더풀 등 슬레이어즈 비디오 게임 시리즈에 모두 등장하였다. 2008년에는 리나 인버스와 함께 매직 배틀 아레나에 등장하기도 했다. 2016년에는 리나, 가우리와 함께 그랑블루 판타지에서 게스트 역할로 출연할 예정이었다. 2018년에는 리나와 함께 발키리 아나토미아에 등장했고, 2019년에는 퍼즐앤드래곤과 LINE 레인저스에서 다시 리나와 함께 등장했다. 이후 2021년 퍼즐앤드래곤에서 스페셜 보스로 등장하기도 했다.

## 평가 및 문화적 영향
서펜트의 나가는 원래 슬레이어즈의 스토리 1개("나가의 도전")에만 등장할 예정이었지만, 독자들의 반응이 좋아 프랜차이즈의 주요 인물로 변경시키게 되었다. 2000년 드래곤 매거진에서 나가는 매거진 역사상 최초로 최고의 지원 캐릭터에 뽑혔다. 1999년 데이비드 핼버슨은 리나와 나가를 "미국과 일본에서 모두 가장 빛나는 중간급 애니메이션 스타"라고 평가하며 "애니메이션 세계에서 가장 훌륭하게 기획된 캐릭터 디자인들"이라고 덧붙였다. 일본에서는 슬레이어즈의 지속적인 인기 요인으로 나가를 꾸준히 언급하고 있다.
나가의 원판 목소리를 맡은 카와무라 마리아와 영어판 목소리를 맡은 켈리 매니슨의 연기 모두 애니메이션 비평가들에게 호평을 받았으며 데이비드 핼버슨은 1998년 리나와 나가의 목소리가 자신이 들어본 캐릭터 목소리 중 최고라고 언급하기도 했다. 독특한 웃음소리를 포함한 카와무라의 나가 연기는 카와무라의 경력에서 최고 중 하나로 손꼽힌다.
나가는 여자 주인공을 위해 공공연하게 유혹적인 적이나 라이벌을 갖는 일본 만화나 애니메이션의 경향을 따르는 표준적인 인물이며, 영어권에서는 나가에 대한 평가에서 몸매를 자주 언급하기도 했다. 더 메리 수의 키틀린 도노번은 나가를 "걸어다니는 서비스컷"으로 평가하였으며, 폴란드 잡지 카와이에서는 "남성 청중 거의 대부분이 사랑할 캐릭터"라고 묘사하였다. 2006년 헬렌 맥카시는 "나가와 그녀의 가슴은 이 시리즈에서 매우 인기 있는 세 개의 특색이 되었고, 이 시리즈의 오랜 팬들은 어떻게 작가들이 스페셜의 결말과 원작의 시작 사이에 그녀를 사라지게 했는 지 뿐만 아니라, 왜 그녀가 비디오의 사건 이후에 언급조차 되지 않는지를 설명하기를 간절히 기다린다"고 말했다. 크런치롤의 네이트 밍은 나가가 "믿을 수 없을 정도로 압도적이고 위압적인 존재"라고 언급했으며, 폴란드 잡지 오타쿠(Otaku)의 크리시스토프 보이디워(Krzysztof Wojdyło)는 2012년 모든 만화와 애니메이션의 가슴이 풍만한 캐릭터 톱 10 순위 중 첫 번째 순위를 차지했으며, "그녀의 끊임없는 미소와 다소 정신병적인 행동 아래 숨겨진 다소 어두운 과거에도 불구하고" 여전히 "가장 재미있고 기억에 남는 캐릭터"로 남아있다고 언급했다.

### 내용주
1. ↑  대한민국의 외래어 표기법에 따르면 서펜트가 아닌 "서펀트"로 표기하는 것이 맞지만, 한국의 경우 일반적으로 "서펜트의 나가"라는 표현이 더 널리 쓰이고 있으며, 챔프 애니메이션과 만화 번역본 모두 "서펜트"라고 사용하고 있다. 다만 챔프 애니메이션의 경우 "서펜트 나가"라고 부르고 있다.

### 참조주
1. 1 2  BLASTER! VII and IX p.2b. (일본어)
2. ↑  “「スレイヤーズ25周年記念展」が東京青山で！来てくんないと暴れちゃうぞ - 週刊アスキー”. 《Weekly.ascii.jp》. 2015년 7월 3일. 2015년 12월 15일에 확인함.
3. 1 2  “Voice Of Naga the Serpent”. Behind The Voice Actors. 2013년 9월 16일에 확인함.
4. ↑  “ADV - Active - Interviews”. 1999년 4월 29일. 1999년 4월 29일에 원본 문서에서 보존된 문서. 2016년 3월 28일에 확인함.
5. ↑  BLASTER! I to VI. p.58. (일본어)
6. ↑  Slayers Special Vol.8 pp 191–196.
7. ↑  BLASTER! VII and IX p.9. (일본어)
8. 1 2  Aleksandra Janusz (Ina, Błękitna Czarodziejka), "Slayers nie tylko w TV: Filmy kinowe oraz serie OAV." Kawaii 40 (October–November 2002), p.12-15. (폴란드어)
9. 1 2  Dragon Magazine October 1994, p.9.
10. ↑  Griffith, John Lance (2009). 《Integration and Inversion: Western Medieval Knights in Japanese Manga and Anime》 (PDF). National Taipei University of Technology.
11. ↑  “Slayers: A Retrospective”. Otakuusamagazine.com. 2008년 1월 9일. 2013년 12월 18일에 확인함.
12. ↑  “10 Anime Characters Who Hate The Sight Of Blood”. 《CBR》. 2022년 11월 25일.
13. 1 2  “Characters | Naga the White Serpent | CharaGumin Official Site”. Volks.co.jp. 2012년 4월 28일. 2013년 9월 21일에 원본 문서에서 보존된 문서. 2013년 9월 21일에 확인함.
14. ↑  “あの美少女天才魔道士リナ＝インバースの公式「貧乳マウスパッド」が登場”. 《Gigazine.net》. 2011년 8월 11일. 2015년 12월 15일에 확인함.
15. ↑  “Ask John: Can You Explain the Ojousama Laugh? – AnimeNation Anime News Blog”. 《Animenation.net》. 2015년 1월 1일에 원본 문서에서 보존된 문서. 2016년 3월 28일에 확인함.
16. ↑  BLASTER! I to VI p.30. (일본어)
17. ↑  Chapman, Paul. “Seven Sinful Anime Serpents for Saint Patrick to Shoo”. 《Crunchyroll》.
18. ↑  BLASTER! VII and IX p.58. (일본어)
19. ↑  BLASTER! I to VI p.25. (일본어)
20. ↑  “Вечер классики: The Slayers - Animemaga”. 《Animemaga.ru》. 2015년 12월 15일에 확인함.
21. ↑  Slayers VS Orphen p.110.
22. 1 2  Helen McCarthy, The Anime Encyclopedia: A Guide to Japanese Animation Since 1917, p.591.
23. ↑  Mr.Gato&Bandmanka, "Truskawkowy smak, czyli Slayersi znowu w akcji!". Kawaii 11/1998, p.5. (폴란드어)
24. ↑  ニュース (2015년 7월 11일). “「スレイヤーズ」劇場版&OVAのBD-BOX 10月30日発売 新規コメンタリーも収録 | アニメ！アニメ！”. 《Animeanime.jp》. 2015년 12월 15일에 확인함.
25. ↑  “マジカルバトルアリーナ〜リリカルなのはやＣＣさくら達が激突する３Ｄアクション同人ゲーム”. 《Area-zero.net》. 2016년 1월 14일에 확인함.
26. ↑  “"Slayers" Teams Up with "Granblue Fantasy" Smart Phone Game”. Crunchyroll. 2016년 1월 1일. 2016년 1월 14일에 확인함.
27. ↑  “Lina Inverse And Naga Join Valkyrie Anatomia In A Slayers Collaboration Event On August 13”. 《Siliconera》. 2018년 8월 10일. 2019년 3월 22일에 확인함.
28. ↑  “Destined Rival, Naga the Serpent stats, skills, evolution, location | Puzzle & Dragons Database”. 《puzzledragonx.com》. 2020년 1월 18일에 원본 문서에서 보존된 문서. 2020년 1월 13일에 확인함.
29. ↑  Ching, Aseek (2019년 4월 1일). “LINE Rangers dan Slayers Berkolaborasi, Hadirkan Petualangan Seru Tanpa Rasa Takut”. 《GameStation》 (미국 영어). 2019년 5월 8일에 원본 문서에서 보존된 문서. 2019년 5월 8일에 확인함.
30. ↑  “「パズドラ」，新たな究極進化"盗賊殺し・リナ＝インバース"が1月25日10：00に追加。富士見ファンタジア文庫レジェンドとのコラボが再び”. 《www.4gamer.net》.
31. ↑  Dragon Magazine January 2001.
32. ↑  Gamers' Republic issue 7 page 120.
33. 1 2  Halverson, Dave. “Anime Republic 02”. 《Gamers' Republic》 09.
34. ↑  “「VALKYRIE ANATOMIA」，「スレイヤーズ」とのコラボイベントを8月13日より開催”. 《www.4gamer.net》 (일본어). 2019년 3월 22일에 확인함.
35. ↑  “Slayers Great”. Mania.com. 2014년 11월 5일에 원본 문서에서 보존된 문서. 2013년 9월 25일에 확인함.
36. ↑  “Reviews - Slayers: The Book of Spells DVD”. Animefringe. 2013년 9월 25일에 확인함.
37. ↑  “Slayers Return DVD - Review”. 《Anime News Network》. 2004년 1월 13일. 2013년 9월 25일에 확인함.
38. ↑  Gamers' Republic issue 4 page 88.
39. ↑  “AX 2002: Anime Expo Opening Ceremonies - News”. 《Anime News Network》. 2002년 7월 6일. 2015년 12월 15일에 확인함.
40. ↑  “VIDEO: Long Awaited Full-Sized "Gothicmade" Anime Movie Trailer”. Crunchyroll. 2012년 8월 30일. 2016년 1월 14일에 확인함.
41. ↑  “Geekology: Summer 2015 Anime Season Final Review | Technobubble”. 《Rgj.com》. 2015년 10월 3일. 2016년 1월 14일에 확인함.
42. ↑  “Slayers Great”. Mania.com. 2014년 11월 5일에 원본 문서에서 보존된 문서. 2013년 9월 25일에 확인함.
43. ↑  Donovan, Caitlin (2014년 9월 3일). “Six Leading Ladies of Shonen Anime Part 1: The '90s”. 《The Mary Sue》. 2015년 12월 15일에 확인함.
44. ↑  Kuma-chan & BEK, "Slayersowy who's who". Kawaii 36 (February–March 2002), p.10-13. (폴란드어)
45. ↑  “FEATURE: Fanart Friday - Not Quite Royalty Edition”. 《Crunchyroll》. 2015년 6월 26일. 2015년 12월 15일에 확인함.
46. ↑  Krzysztof Wojdyło, "Top 10: Gdy rozmiar ma znaczenie". Magazyn Otaku 42 (9/2012), p.77. (폴란드어)